# YooA
Dans ce nom coréen, le nom de famille, Yoo, précède le nom personnel.
YooA (coréen : 유아, née le 17 septembre 1995) de son vrai nom Yoo Yeon-joo (coréen : 유연주) qu'elle changera légalement par Yoo Shi-ah (coréen : 유시아) avant de commencer sa carrière, est une chanteuse et danseuse sud-coréenne. Elle fait partie du girl group sud-coréen Oh My Girl,,.

## Carrière
Elle est l'une des chanteuses et  danseuses principales d’Oh My Girl,. Elle a un frère aîné nommé Yoo Junsun (coréen : 유준선) qui est instructeur de danse au 1MILLION Dance Studio.
En août 2016, elle apparaît dans le concours de danse Hit the Stage de Mnet, comme la partenaire de danse de U-Kwon (Block B) dans les épisodes 3 et 4. Le thème de leurs performances décrivait la double vie des animaux domestiques. YooA et U-Kwon finirent à la quatrième place derrière le frère de YooA et sa partenaire de danse, Hyoyeon (SNSD). En novembre 2016, YooA aux côtés d'Eunha de GFriend, Cheng Xiao de Cosmic Girls, Nayoung de Gugudan et Nancy de Momoland ont formé un groupe spécial nommé « Sunny Girls » pour le projet Music Crush de l'Inkigayo. « Sunny Girls » a sorti le titre nommé "Taxi" produit par Duble Sidekick, le 27 novembre 2016. Elles ont interprétée leur chanson en tant que performance spéciale pour les épisodes 891 et 892 de l'Inkigayo et au SBS Gayo Daejeon, le 26 décembre 2016.

## Discographie

### Mini-albums (EP)
| Titre      | Détails                                                        | Classement | Ventes               |
| Titre      | Détails                                                        | COR        | Ventes               |
| ---------- | -------------------------------------------------------------- | ---------- | -------------------- |
| Bon Voyage | - Date de sortie : 7 septembre 2020 - Label : WM Entertainment | 3          | COR : plus de 27 000 |
| Selfish    | - Date de sortie : 14 novembre 2022 - Label : WM Entertainment | 14         | COR : plus de 21 600 |

### Single album
| Titre      | Détails                                                    | Classement | Ventes               |
| Titre      | Détails                                                    | COR        | Ventes               |
| ---------- | ---------------------------------------------------------- | ---------- | -------------------- |
| Borderline | - Date de sortie : 14 mars 2024 - Label : WM Entertainment | 20         | COR : plus de 13 000 |

### Singles
| Année                         | Titre                                                | Meilleures positions          | Album                           |
| Année                         | Titre                                                | COR                           | Album                           |
| En tant qu'artiste principale | En tant qu'artiste principale                        | En tant qu'artiste principale | En tant qu'artiste principale   |
| ----------------------------- | ---------------------------------------------------- | ----------------------------- | ------------------------------- |
| 2018                          | Morning Call (모닝콜) (Produced by Peterpan Complex) | —                             | Morning Call                    |
| 2020                          | Bon Voyage (숲의 아이)                               | 44                            | Bon Voyage                      |
| 2022                          | Lay Low                                              | —                             | Selfish                         |
| 2022                          | Melody                                               | —                             | Selfish                         |
| 2022                          | Selfish                                              | 184                           | Selfish                         |
| 2024                          | Rooftop                                              | —                             | Borderline                      |
| Collaborations                |                                                      |                               |                                 |
| 2016                          | Taxi (avec Sunny Girls)                              | —                             | Inkigayo Music Crush Part 2     |
| 2018                          | This Stop Is (avec Hui et Wooseok)                   | —                             | Gag-Singer Producer - Streaming |